# Diwang
Diwang (kinesiska: 翟王镇, 翟王) är en köping i Kina. Den ligger i provinsen Shandong, i den östra delen av landet, omkring 110 kilometer nordost om provinshuvudstaden Jinan. Antalet invånare är 34 333. Befolkningen består av 17 059 kvinnor och 17 274 män. Barn under 15 år utgör 16,0 %, vuxna 15-64 år 72 %, och äldre över 65 år 10,0 %.
Genomsnittlig årsnederbörd är 702 millimeter. Den regnigaste månaden är juli, med i genomsnitt 264 mm nederbörd, och den torraste är mars, med 5 mm nederbörd.